# Мотор (Люблін)
«Мо́тор Лю́блін» (пол. Motor Lublin) — польський професійний футбольний клуб із міста Любліна.

## Історія
Колишні назви:
- 01.1950: КС Метальовець Люблін (пол. KS [Klub Sportowy] Metalowiec Lublin)
- 07.11.1951: ЗКС Сталь Люблін (пол. ZKS [Związkowe Koło Sportowe] Stal Lublin)
- 1957: РКС Мотор Люблін (пол. RKS [Robotniczy Klub Sportowy] Motor Lublin)
- 1998: ЛКП Люблін (пол. LKP [Lubelski Klub Piłkarski] Lublin)
- 2001: ЛКП Мотор Люблін (пол. LKP Motor Lublin)

Після Другої світової війни у січні 1950 року групою будівельників, які будували ФСЦ (Завод вантажних автомобілів) (пол. Fabryka Samochodów Ciężarowych), був організований клуб, який отримав назву «„Метальовець“ Люблін». 7 листопада 1951 року завод бере під опіку клуб, який змінює назву на «Сталь Люблін». У 1957 році отримав свою сучасну назву «Мотор Люблін». У 1980 році клуб дебютував у І лізі, у якій виступав до 1992 року, за винятком сезонів 1982/1983, 1987/1988, 1988/1989. У 1978/1979, 1981/1982 і 2022/2023 роках команда дійшла до 1/4 фіналу Кубку Польщі. Найвище досягнення у чемпіонаті Польщі — 9 місце у сезоні 1984/85.

## Титули та досягнення
- Чемпіонат Польщі:
  - 9 місце (1): 1985
- Кубок Польщі:
  - 1/4 фіналу (3): 1978/1979, 1981/1982, 2022/2023

Участь у євротурнірах:
- Кубок Інтертото:
  - 3 місце у групі: 1982